# Let's Get It In
Let's Get It In p un brano musicale del cantante R&B Lloyd, pubblicato come singolo il 27 settembre 2010. Il brano figura la collaborazione del rapper 50 Cent ed è stato prodotto da Rob Holladay e Polow Da Don. Il brano doveva essere presente nell'album King of Hearts ma alla fine non è stato incluso.

## Tracce
Digital single
1. Let's Get It In (featuring 50 Cent) – 3:26

## Classifiche
| Classifica (2010)                       | Posizione più alta |
| --------------------------------------- | ------------------ |
| U.S. Bubbling Under Hot 100             | 25                 |
| U.S. Bubbling Under R&B/Hip-Hop Singles | 2                  |